# Liste der Naturdenkmale im Landkreis Sömmerda
Im Landkreis Sömmerda gab es im Juni 2024 insgesamt 37 ausgewiesene Naturdenkmale.

## Naturdenkmale
| Baumartige Eibe                                     | BW | SÖM1020 | Sömmerda      | ⊙ |      | 20. Dez. 1990 |
| Brauteiche                                          | BW | SÖM1022 | Buttstädt     | ⊙ |      | 10. Juli 1991 |
| Buntsandsteinaufbruch                               | BW | SÖM0011 | Rastenberg    | ⊙ | 0,57 |               |
| Der Maulbeerbaum hinter der Pfortenmühle in Kölleda | BW | SÖM1038 | Kölleda       | ⊙ |      | 28. Juli 1993 |
| Die alte Eiche                                      | BW | SÖM1001 | Kindelbrück   | ⊙ |      | 25. Feb. 1936 |
| Die Blutbuche im Schloßgarten                       | BW | SÖM1046 | Gebesee       | ⊙ |      |               |
| Die Buche im Park                                   | BW | SÖM1044 | Rastenberg    | ⊙ |      |               |
| Die Eiche am Dorfteich                              | BW | SÖM1034 | Großneuhausen | ⊙ |      | 11. Juni 1992 |
| Die Eiche am Fischteich                             | BW | SÖM1035 | Großneuhausen | ⊙ |      | 11. Juni 1992 |
| Die Eiche hinter dem Schloß Beichlingen             | BW | SÖM1028 | Kölleda       | ⊙ |      | 11. Juni 1992 |
| Die Linde a.d. Gartensberg                          | BW | SÖM1033 | Ostramondra   | ⊙ |      | 11. Juni 1992 |
| Die Rannstedter Pappel                              | BW | SÖM1004 | Sömmerda      | ⊙ |      | 21. Nov. 1968 |
| Die verwachsenen Kastanien                          | BW | SÖM1037 | Sömmerda      | ⊙ |      | 28. Juli 1993 |
| Die Waltersdorfer Friedhofseichen                   | BW | SÖM1003 | Weißensee     | ⊙ |      |               |
| Die Weißenburg                                      | BW | SÖM1007 | Sömmerda      | ⊙ |      | 21. Nov. 1968 |
| Die zwei Buchen auf dem Friedhof                    | BW | SÖM1036 | Kindelbrück   | ⊙ |      | 11. Juni 1992 |
| Dorntalbuche                                        | BW | SÖM1030 | Kölleda       | ⊙ |      | 11. Juni 1992 |
| Eiche                                               | BW | SÖM1026 | Weißensee     | ⊙ |      | 10. Juli 1991 |
| Eiche am faulen Teich                               | BW | SÖM1031 | Kölleda       | ⊙ |      | 11. Juni 1992 |
| Eiche am Kriegerdenkmal                             |    | SÖM1045 | Großrudestedt | ⊙ |      |               |
| Eiche im Tännchen                                   | BW | SÖM1032 | Weißensee     | ⊙ |      | 11. Juni 1992 |
| Eine Linde in Witterda                              | BW | SÖM1040 | Witterda      | ⊙ |      | 12. Sep. 1963 |
| Eßkastanie am Bad von Beichlingen                   | BW | SÖM1029 | Kölleda       | ⊙ |      | 11. Juni 1992 |
| Friedenseiche in Schillingstedt                     | BW | SÖM1039 | Sömmerda      | ⊙ |      | 28. Juli 1993 |
| Frohndorfer Eiche                                   | BW | SÖM1024 | Sömmerda      | ⊙ |      | 10. Juli 1991 |
| Ginkgobaum                                          | BW | SÖM1019 | Sömmerda      | ⊙ |      | 20. Dez. 1990 |
| Gründelsloch bei Kindelbrück                        | BW | SÖM0056 | Kindelbrück   | ⊙ | 1,13 | 27. Juni 2000 |
| Japanischer Schnurbaum                              | BW | SÖM1021 | Sömmerda      | ⊙ |      | 20. Dez. 1990 |
| Kastanie                                            | BW | SÖM1025 | Weißensee     | ⊙ |      | 10. Juli 1991 |
| Keupersteinbruchwand „Auf dem Sammthale“            | BW | SÖM0013 | Sömmerda      | ⊙ | 0,3  | 2. Apr. 1981  |
| Lange Tal Eiche                                     | BW | SÖM1005 | Kölleda       | ⊙ |      | 21. Nov. 1968 |
| Linde am Schloßpark Bachra                          | BW | SÖM1047 | Rastenberg    | ⊙ |      |               |
| Lindenallee                                         | BW | SÖM0006 | Weißensee     | ⊙ | 1,03 |               |
| Lindenallee um die Runneburg in Weißensee           | BW | SÖM1006 | Weißensee     | ⊙ |      | 21. Nov. 1968 |
| Schirmkiefer am Stöllborner Berg                    | BW | SÖM1008 | Vogelsberg    | ⊙ |      | 21. Nov. 1968 |
| Trockenrasenhang (Kalkberg)                         | BW | SÖM0021 | Sömmerda      | ⊙ | 1,28 |               |
| Weymouthskiefer                                     | BW | SÖM1023 | Buttstädt     | ⊙ |      | 10. Juli 1991 |
| Legende für Naturdenkmal                            |    |         |               |   |      |               |